# 李利英
李利英（1968年1月—），女，汉族，河南南乐人，中华人民共和国政治人物。现任河南工程学院院长，教授，博士生导师。第十四届全国政协委员。